# Catulli Carmina
Catulli carmina sont des « jeux scéniques » du compositeur Carl Orff, créés en 1943, d'après des poèmes de Catulle. Ils sont la deuxième partie du triptyque de Carl Orff, Trionfi, entre les Carmina Burana et le Trionfo di Afrodite.

## Création
La création eut lieu le 6 novembre 1943 à Leipzig.

## Personnages
- Catulle
- Lesbia (son amie)
- Caellius (un ami de Catulle)
- Ipsitilla et Ameana (des amants et des courtisans), rôles dansés
- des garçons et des filles, des vieillards (chœur)

## Parties
- 1 - cui dono lepidum novum libellum
- 2 - passer. deliciae meae puellae.
- 2b - tam gratum est mihi quam ferunt puellae
- 3 - lugete o Veneres Cupidinesque
- 4 - phaselus ille quem videtis hospites
- 5 - vivamus mea Lesbia. atque amemus.
- 6 - Flaui delicias tuas Catullo
- 7 - quaeris quot mihi basiationes
- 8 - miser Catulle. desinas ineptire.

## Argument
Les vieillards se moquent des jeunes qui s'échangent des déclarations d'amour. Ils trouvent cela inutile puisque rien n'est éternel. L'histoire qui suit est censée les départager.
Après un récit amoureux entre Catulle, Lesbia, Caelus et Ameana, le conflit entre l'idée des vieillards et celle des jeunes tourne en faveur des jeunes, qui n'apprendront jamais des erreurs des autres avant eux et continueront ainsi à s'adonner à leurs passions pour l'éternité.